# 2596 Vainu Bappu
2596 Vainu Bappu (1979 KN) là một tiểu hành tinh vành đai chính được phát hiện ngày 19 tháng 5 năm 1979 bởi R. M. West ở La Silla.